# Robert Gascoyne-Cecil, 6. Marquess of Salisbury
Robert Edward Peter Gascoyne-Cecil, 6. Marquess of Salisbury (* 24. Oktober 1916 in Hatfield House; † 11. Juli 2003 ebenda) war ein britischer Politiker der Conservative Party und Großgrundbesitzer. Bis 1972 war er unter seinem damaligen Höflichkeitstitel Viscount Cranborne bekannt.

Wappen des Marquess of Salisbury

## Leben und Wirken
Salisbury war der älteste und einzige überlebende Sohn von Robert Gascoyne-Cecil, 5. Marquess of Salisbury, und seiner Ehefrau Elizabeth Cavendish Vere. In Eton erzogen, ging er im Anschluss zu den Grenadier Guards, um mit ihnen am Zweiten Weltkrieg teilzunehmen. 1942 wurde er bei einem Manöver an der Lunge schwer verwundet und nahm, noch in Behandlung, an der Invasion in der Normandie teil. Er war ein Mitglied der ersten britischen Einheit bei der Befreiung Brüssels, wurde Adjutant Harold Macmillans und diente in Nordafrika.
Nach dem Krieg studierte er Land- und Immobilienmanagement und kandidierte bei den Britischen Unterhauswahlen 1945 erfolglos für den Wahlkreis Ince. Im Februar 1950 gewann er bei den Unterhauswahlen für die Conservative Party mit deutlichem Vorsprung den Wahlkreis Bournemouth West; diesen Sitz hielt er bis Januar 1954. Nach seiner Antrittsrede vor dem House of Commons bemerkten die Kritiker, er verfüge über zwei positive Begabungen: eine ansprechende Stimme und den entwaffnenden Charme seines Vaters. Bei einem Besuch in Jugoslawien erkrankt, war er gezwungen, seine politische Karriere im Unterhaus schon nach vier Jahren mit seinen Rücktritt zu beenden. Winston Churchill, der in seiner letzten Amtszeit ebenfalls öfters krank war, sagte darüber: „Die Cecils waren immer krank oder zurückgetreten.“
Nach seinem Rücktritt verbrachte er einige Zeit in Rhodesien, dessen Hauptstadt Harare früher Salisbury nach Robert Gascoyne-Cecil, 3. Marquess of Salisbury und Premierminister von Königin Victoria benannt war. Die Familie besaß dort 80.000 Hektar Ackerland. Während und nach seiner Zeit im Unterhaus und nach der Rückkehr aus Rhodesien widmete sich Cecil seinem großen Grundbesitz in Hatfield und Cranborne.
1965 wurde er als Nachfolger von Prinz Philip Präsident der Royal Association of British Dairy Farmer. Nach dem Tod seines Vaters im Jahr 1972 erbte er dessen Titel und wurde Mitglied des House of Lords. In seiner Antrittsrede vor dem Haus machte er auf die Wirkungslosigkeit von Sanktionen gegen das Regime von Ian Smith aufmerksam.
1974 wurde er Deputy Lieutenant von Dorset und, wie sein Vater und Nachfolger von Jonathan Guinness, 3. Baron Moyne, Präsident des rechts-konservativen Monday Club (1974–1981). Er war Präsident sowohl der Anglo-Rhodesian Society und der Friends of the Union. Darüber hinaus war er Präsident des Roxburghe book collectors' club, mit dem er aus den Familienhandschriften in Hatfield das Buch The Last Years of Mary Queen of Scots herausgab.

## Ehe und Kinder
Er heiratete am 18. Dezember 1945 Marjorie Olein Wyndham-Quin (* 15. Juli 1922), eine Enkelin von Windham Wyndham-Quin, 5. Earl of Dunraven and Mount-Earl.
Sie hatten sieben Kinder:
- Michael James Robert Gascoyne-Cecil, 7. Marquess of Salisbury (* 30. September 1946)
- Lord Richard Valentine Gascoyne-Cecil (* 26. Januar 1948; † 20. April 1978 Rhodesien), war freier Journalist
- Lord Charles Edward Gascoyne-Cecil Vere (* 13. Juli 1949)
- Lord William Valentine Gascoyne-Cecil (* 13. Mai 1952)
- Hon. Henry Gascoyne-Cecil (* 3. Mai 1955; † 6. Mai 1955)
- Lady Rose Alice Elizabeth Cecil (* 11. September 1956)
- Lord Michael Hugh Cecil (* 23. März 1960)